# 1239
- Wikisource

| Calendário gregoriano                                                        | 1239 MCCXXXIX                                         |
| Ab urbe condita                                                              | 1992                                                  |
| Calendário arménio                                                           | 688 – 689                                             |
| Calendário bahá'í                                                            | -605 – -604                                           |
| Calendário budista                                                           | 1783                                                  |
| Calendário chinês                                                            | 3935 – 3936 Início a 6 de fevereiro (aproximadamente) |
| Calendário copta                                                             | 955 – 956                                             |
| Calendário etíope                                                            | 1231 – 1232                                           |
| Calendários hindus - Vikram Samvat - Calendário nacional indiano - Cáli Iuga | 1294 – 1295 1160 – 1161 4339 – 4340                   |
| Calendário Holoceno                                                          | 11239                                                 |
| Calendário islâmico                                                          | 636 – 637                                             |
| Calendário judaico                                                           | 4999 – 5000                                           |
| Calendário persa                                                             | 617 – 618                                             |
| Calendário rúnico                                                            | 1489                                                  |
| Calendário solar tailandês                                                   | 1782                                                  |

1239 (MCCXXXIX, na numeração romana) foi um ano comum do século XIII do Calendário Juliano, da Era de Cristo, a sua letra dominical foi B (52 semanas), teve início a um sábado e terminou também a um sábado. Correspondeu ao ano1277 na Era de César.

Eclipse total do Sol semelhante à de 3 de junho de 1239.

| Ano completo                   |
| ------------------------------ |
| Ano comum com início ao sábado |

## Acontecimentos
- 3 de junho - Eclipse total do Sol, observado em Coimbra: "No dia de sexta-feira, o sol obscureceu-se e ficou negro e ao meio-dia fez-se noite e as estrelas apareceram no céu como costumam aparecer de noite, na era de MCCLXXVII, IIIº dia antes dos Idos de junho.".[1]

## Nascimentos
- 17 de Junho - Eduardo I de Inglaterra.
- Pedro III de Aragão (m. 1285).

## Mortes
- 28 de Março - Go-Toba, 82º imperador do Japão.
- 29 de Abril - D. Garcia Mendes de Sousa foi Senhor de Vilar de Maçada, n. 1175.